# Lerneca inalata
Lerneca inalata är en insektsart som först beskrevs av Henri Saussure 1874.  Lerneca inalata ingår i släktet Lerneca och familjen syrsor.

## Underarter
Arten delas in i följande underarter:
- L. i. mexicana
- L. i. inalata